# Jannick Top

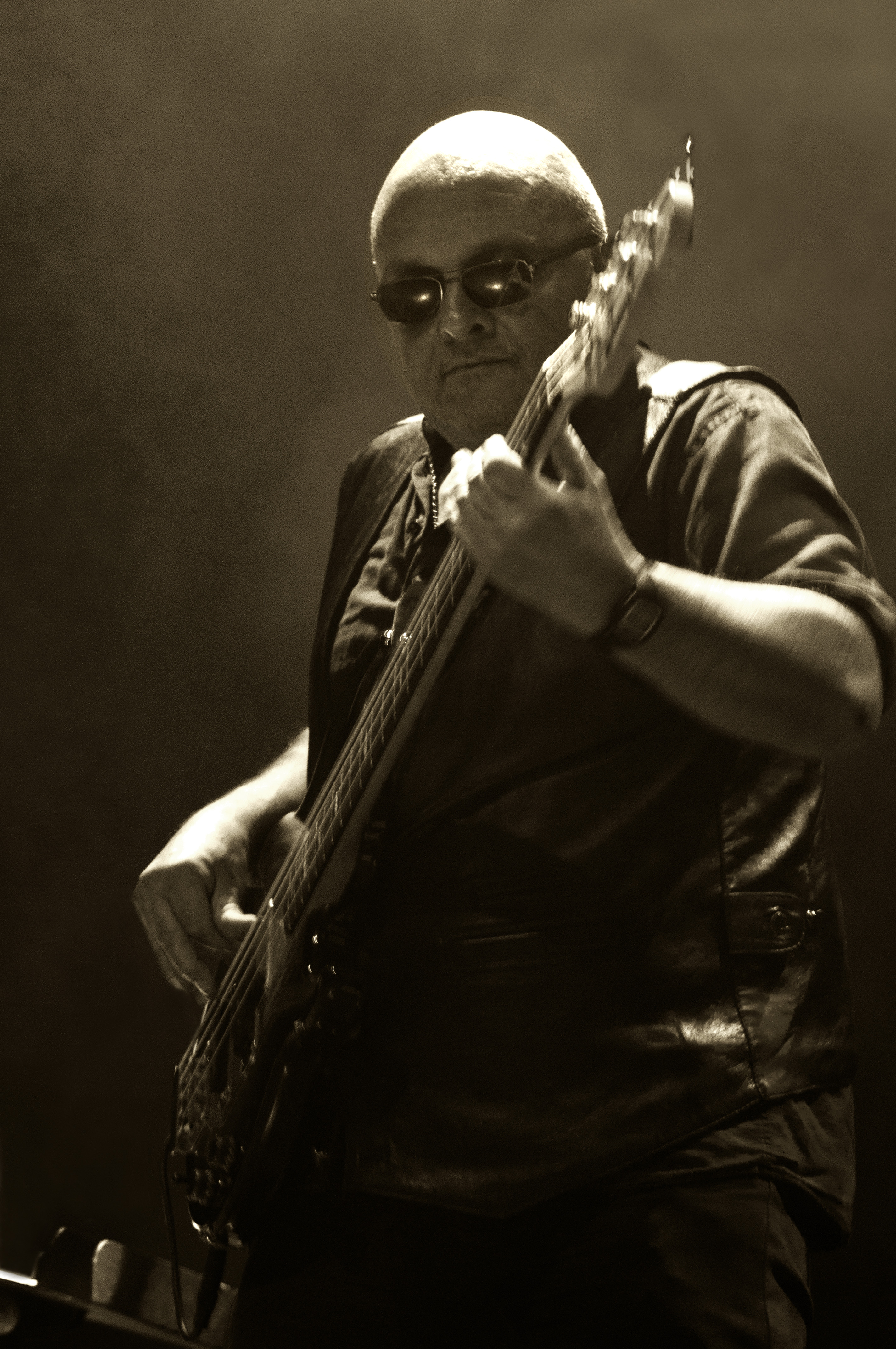
Jannick Top (2011)

Jannick Yves Top (* 4. Oktober 1947 in Marseille) ist ein französischer Fusionmusiker (Bass, Cello, Arrangement, Komposition).

## Leben
Top erhielt eine klassische Ausbildung am Musikgymnasium von Marseille, wo er die Fächer Klavier, Cello, Orchesterleitung und Mathematik studierte. Mit sechzehn Jahren erhielt er erste Preise für sein Klavier- und Cellospiel. Nachdem er mehrfach einen befreundeten Bassisten bei Konzerten vertrat, obwohl er vorher noch nie Bass gespielt hatte, widmete er sich dem Spiel der Bassgitarre und des Kontrabasses. 1971 gründete er gemeinsam mit Schlagzeuger André Ceccarelli die Gruppe Troc, die im Folgejahr ihr gleichnamiges Album vorlegte. Mehrere Jahre lang spielte er bei Christian Vander, in dessen Gruppe Magma er zunächst breiter bekannt wurde und für die er auch komponierte. Hier tritt Top häufig unter seinem kobaïanischen Pseudonym Ẁahrğenuhr Reuğhelem/ësteh (Aussprache ['va:rgɛ'ny:r 'rœgɛlɛ'moʃtɛ:]) auf. Mit Vander spielte er auch in den Gruppen Vandertop und Fusion, bevor er eigene Wege ging.
Er begleitete seit den 1980er Jahren verstärkt Chansonsänger wie Michel Berger, France Gall, Nicole Rieu, Jacques Dutronc, Sylvie Vartan, Jacques Higelin oder Bernard Lavilliers. Weiterhin arbeitete er mit Johnny Hallyday, Michel Portal, Jean-Louis Chautemps,  Daniel Humair und Éric Le Lann zusammen, aber auch mit Ray Charles, Herbie Hancock, Eurythmics, Bonnie Tyler, Lalo Schifrin, Don Cherry (Home Boy/Sister Out), Ute Lemper sowie wiederholt mit Ennio Morricone. Nach einer Single (1975), einem Live-Album von 1999 und einer Sammlung älterer Aufnahmen (Soleil d'Ork) legte er erst 2008 mit Infernal Machina ein reguläres Studioalbum unter eigenem Namen vor.
Zu mehreren Spielfilmen von Pierre Jolivet schuf er die Musik, aber auch für Produktionen von Nicolas Hulot und die Fernsehserie Navarro (gemeinsam mit Serge Perathoner).

## Stil
Kennzeichnend für den Stil von Tops Bassspiel ist vor allem die Quintenstimmung (C-G-D-A) seiner Bassgitarren, die es ihm ermöglicht, unkonventionelle Harmonien mit umfangreicherem Tonumfang zu spielen. Seine Erfahrungen als Pianist und Cellist ermöglichen es Top Phrasierungen mit ruckartigen Vibratos zu versehen.

## Diskographische Hinweise
- 1973 – Magma: Mekanïk Destruktïw Kommandöh
- 1974 – Magma: Köhntarkösz
- 1975 – Utopia Viva (Single)
- 1976 – Magma: Üdü Wüdü
- 1979 – Lockwood, Top, Vander, Widemann: Fusion
- 1979 – Michel Portal: Turbulence
- 1999 – Paris 1999
- 2001 – Soleil d'Ork (Aufnahmen von 1974–1980)[3]
- 2007 – Eric Le Lann, Jannick Top: Le Lann Top
- 2008 – Infernal Machina
- 2013 – Christian Gaubert, André Ceccarelli, Jannick Top: Ligne Sud Trio

## Filmmusik (Auswahl)
- 1989 – Der Preis der Freiheit (Force majeure)
- 1990–2005 – Kommissar Navarro (Navarro, Fernsehserie, 58 Folgen)
- 1991 – Fortune Express
- 1994 – Die Draufgänger (Extrême limite, Fernsehserie)
- 1997 – Fred
- 1998 – Verhängnisvolles Alibi (En plein cœur)
- 2001 – Garantiert französisch (Origine contrôlée)
- 2002 – Le frère du guerrier